# Marco Izzo
Marco Izzo (Carrara, 17 novembre 1994) è un pallavolista italiano, palleggiatore della Rinascita Lagonegro.

## Carriera

### Club
La carriera di Marco Izzo inizia nelle giovanili del Piemonte di Cuneo: nella stagione 2011-12 viene saltuariamente aggregato alla prima squadra, in Serie A1, senza mai scendere in campo.
Nell'annata 2012-13 viene ceduto all'Atripalda, in Serie A2, con cui vince la Coppa Italia di categoria. È nuovamente in Serie A1 grazie al trasferimento al Molfetta per la stagione 2013-14, mentre in quella successiva è nella serie cadetta con il Corigliano Volley.
Nella stagione 2015-16 si accasa all'AVS di Bolzano, in Serie B1. Per l'annata 2016-17 veste la maglia della Materdomini di Castellana Grotte, in Serie A2 ma a stagione in corso si trasferisce alla Callipo di Vibo Valentia, in Superlega, dove rimane anche per la stagione 2017-18.
Nella stagione successiva è al Powervolley Milano, dove resta per due annate. Per il campionato 2020-21 viene ingaggiato dalla You Energy di Piacenza, sempre in Superlega.
Per il campionato 2021-22 firma per la New Mater ritornando in serie cadetta, categoria dove milita anche nell'annata 2022-23 con la Rinascita Lagonegro.

### Nazionale
Nel 2011 viene convocato nella nazionale italiana under 19, nel 2012 in quella under 20, con cui vince la medaglia d'oro al campionato europeo, e nel 2013 in quella under 21, conquistando il bronzo al campionato mondiale. Nel 2015 è nella nazionale under 23, ottenendo il bronzo al campionato mondiale.

## Palmarès

### Club
- Coppa Italia di Serie A2: 1

2012-13

### Nazionale (competizioni minori)
- Campionato europeo under 20 2012
- Campionato mondiale under 21 2013
- Campionato mondiale under 23 2015